# Papa Lleó V
Lleó V (Ardea, ? – Roma, febrer de 904) va ser papa de l'Església Catòlica el 903.

## Orígens
Se'n tenen poques dades. Nadiu de Priapi, un petit lloc situat al districte d'Ardea.

## Pontificat
Encara que es desconeix la data d'elecció o la durada del pontificat, és probable que regnés durant l'agost del 903. Quan va ser elegit, no era cardenal bisbe de Roma, però estava vinculat a una alguna església de fora de la ciutat, raó per la qual, en alguns catàlegs contemporanis és anomenat presbiter forensis.
Auxili, un escriptor de l'època, diu que va estar al capdavant de la càtedra durant 30 dies i que va ser un home de Déu i de vida i santedat lloables. Tret que va emetre una Butlla eximint els canonges de Bolonya del pagament d'impostes, es desconeix res més que fes aquest papa.

## Mort
Les circumstàncies de la seva mort són tan desconegudes com la seva vida. En acabar el mes de mandat va ser capturat per Cristòfol, cardenal-bisbe de Sant Damas, i empresonat. L'intrús ben aviat va proclamar-se papa, però aviat va ser desplaçat per Sergi III. D'acord amb una única font, Sergi va tenir «pietat» dels dos pontífex empresonats i va fer que tots dos fossin morts. Tanmateix, sembla més probable que Lleó morís de mort natural a presó o a un monestir.